# Зоря (заграва)

Зоря в морі

Зоря́, зоряни́ця, зірни́ця, іноді за́гра́ва — світлові явища в атмосфері, пов'язані з розсіюванням світла перед та під час сходу або під час та після заходу сонця.
Слово «зоря» походить від прасл. *zorja/*zarja, яке порівнюють з лит. žarijà («жар», «присок») і žarà («зоря», «зоряниця»), дав.-прусськ. sari («жар»).

## Причини явища
На заході, коли Сонце перебуває зовсім близько до горизонту, набуваючи спочатку жовтуватого, потім оранжевого і, нарешті, червоного кольору, небо навколо нього також забарвлюється в золотисті тони. Ближче до горизонту золотисто-жовті фарби змінюються на рожево-оранжеві, а далі, до самого горизонту, на червоні. Найяскравіше зоря сяє одразу після заходу сонця. У міру занурення Сонця під горизонт зоря набуває вигляду сегменту, а небо над нею швидко темніє. Над центром зорі, на висоті близько 25˚, з'являється овальна пурпурово-рожева пляма — «пурпурове світло». Пурпурове світло швидко збільшується в розмірах, ніби спускаючись за золотисту зорю. Через деякий час воно перетворюється на вузьку смужку, що обмежує зверху жовтий сегмент зорі.
Зоря змінює кольори не тільки у західній частині неба. Одразу після того, як Сонце сховається за горизонтом, на східній, протисонячній стороні з'являється сегмент блакитно-попелястого кольору, схожий на серпанок. Це тінь Землі на атмосфері. Над цим сегментом тягнеться рожева смуга — пояс Венери. Разом із зануренням Сонця під горизонт попелястий сегмент збільшується, поки не зіллється з темніючим небом.
До кінця сутінок тінь Землі вкриває значну частину небосхилу. Пурпурове світло гасне, пояс Венери блідне і зникає. Зоря блідне, темно-червоні тони біля горизонту видно виразніше. На небі спалахують перші зірки.
Коли небо хмарне, зовнішній вигляд зорі проектується на хмари і тому може бути різним залежно від ступеня хмарності. За зовнішнім виглядом вечірньої зорі можна досить впевнено передбачити погоду наступного дня: якщо сонце сідає в спокійний рум'янець — назавтра слід чекати теплої невітряної погоди. У випадку, коли сонце сідає в хмари і яскраво червоним палає півнеба, наступного дня ймовірні хмарність, прохолодна погода, опади і вітер.

## Галерея

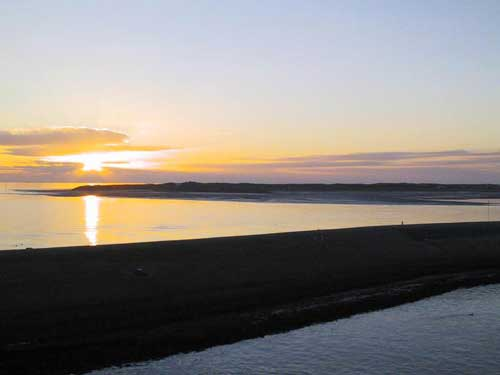
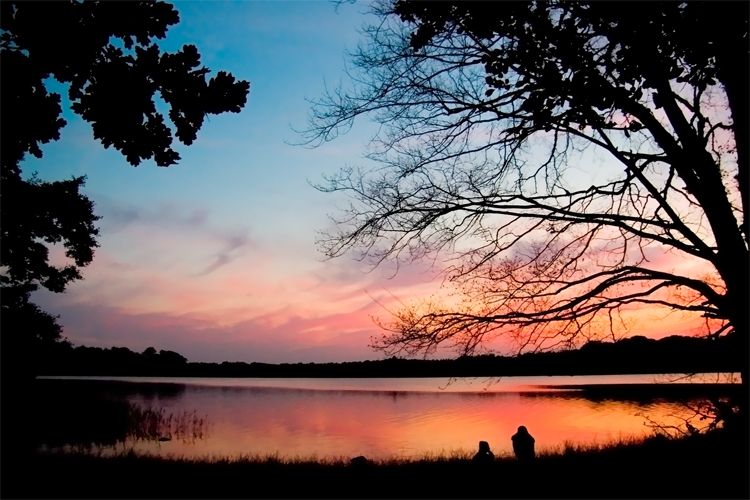
Захід сонця у Швеції
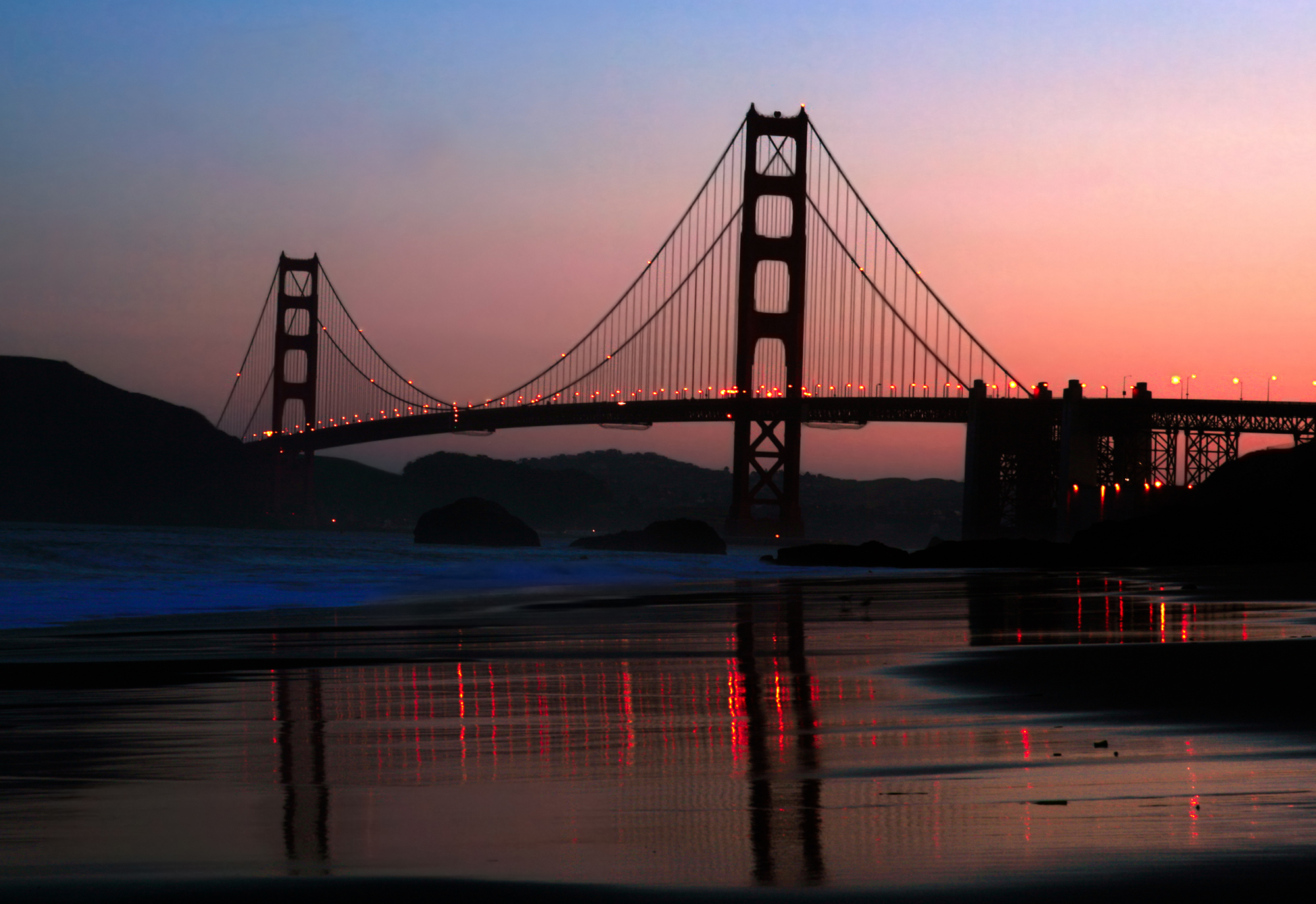
Зоря у Сан-Франциско
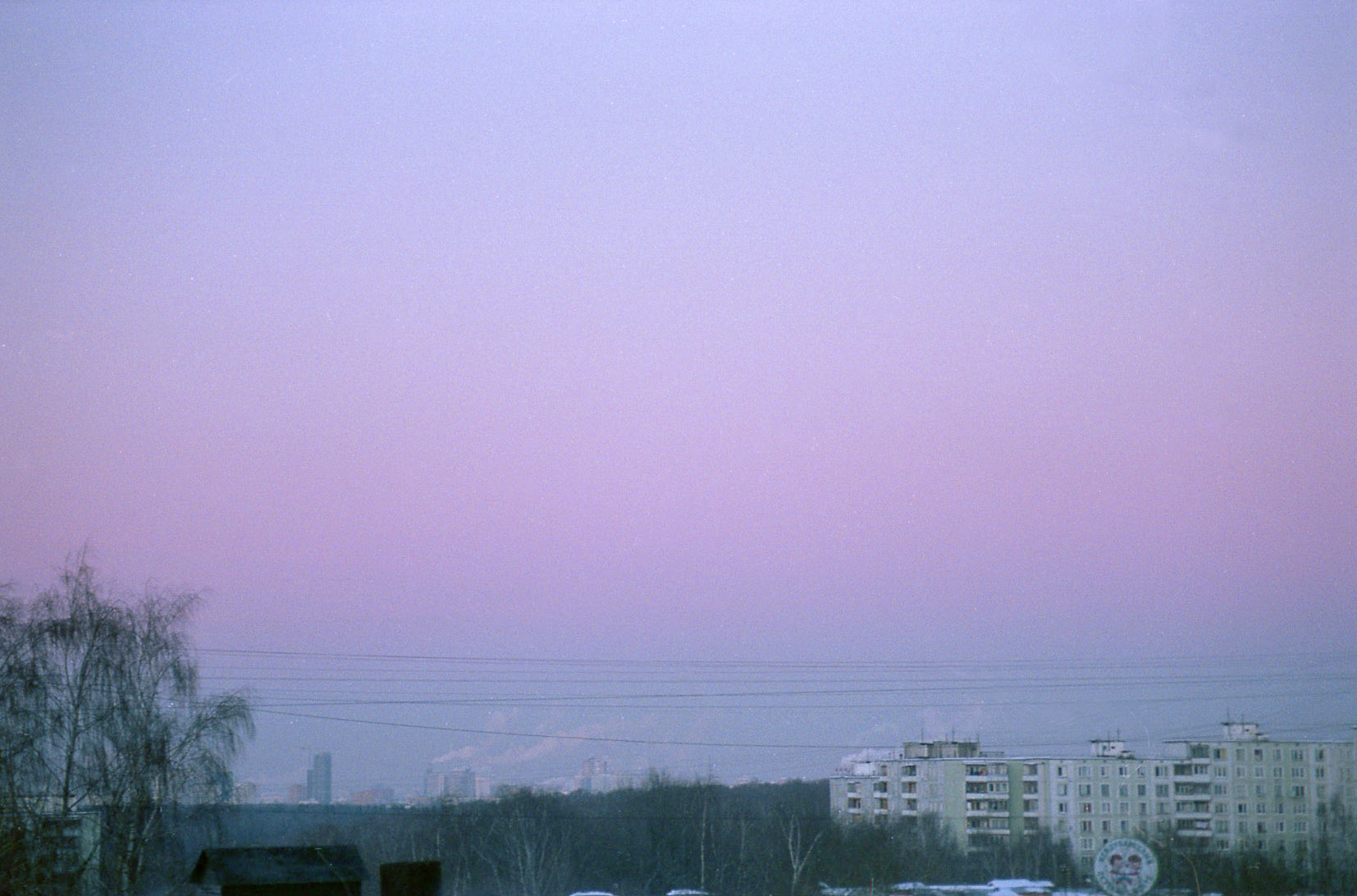
Пояс Венери і тінь Землі на атмосфері
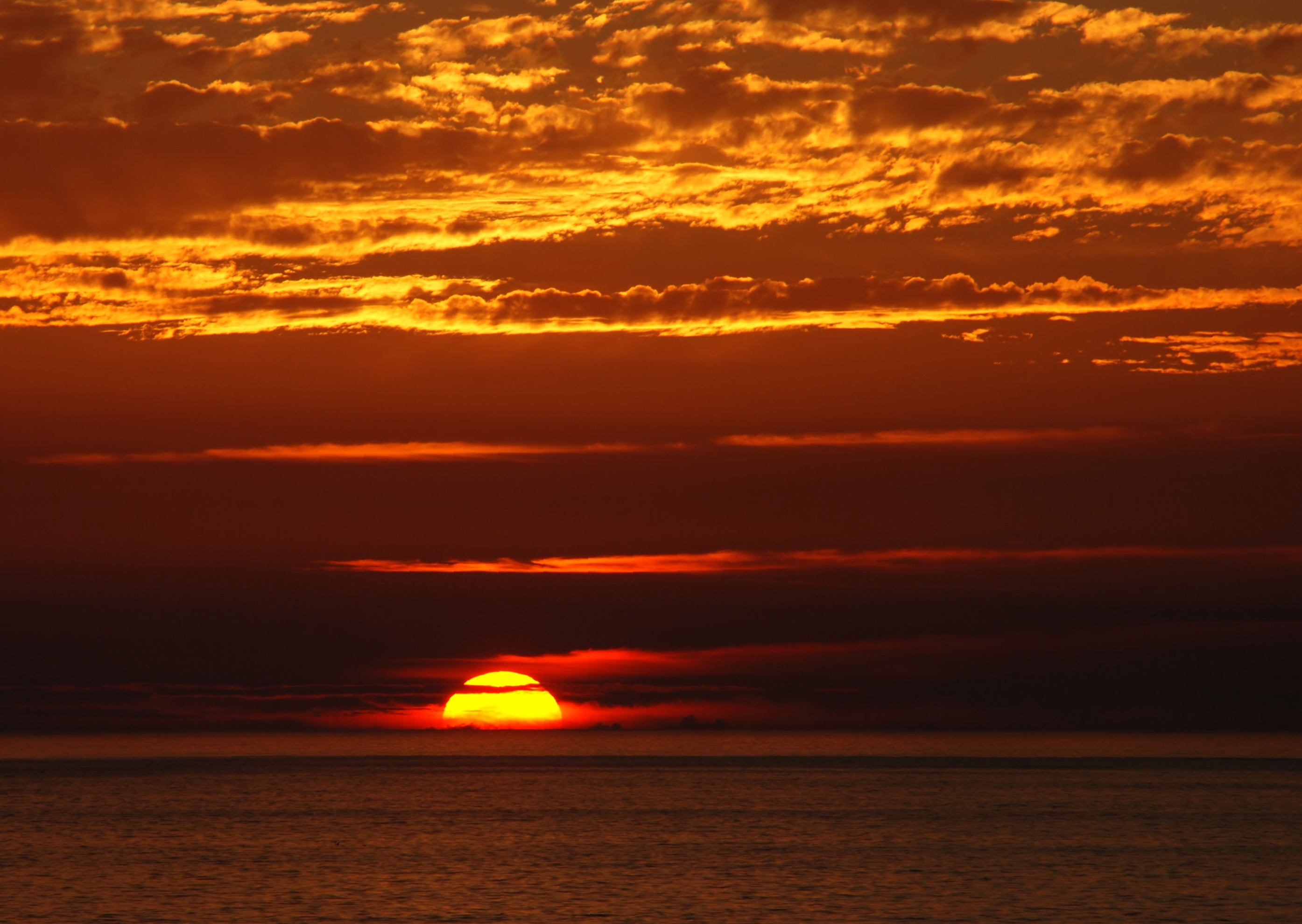
Захід сонця
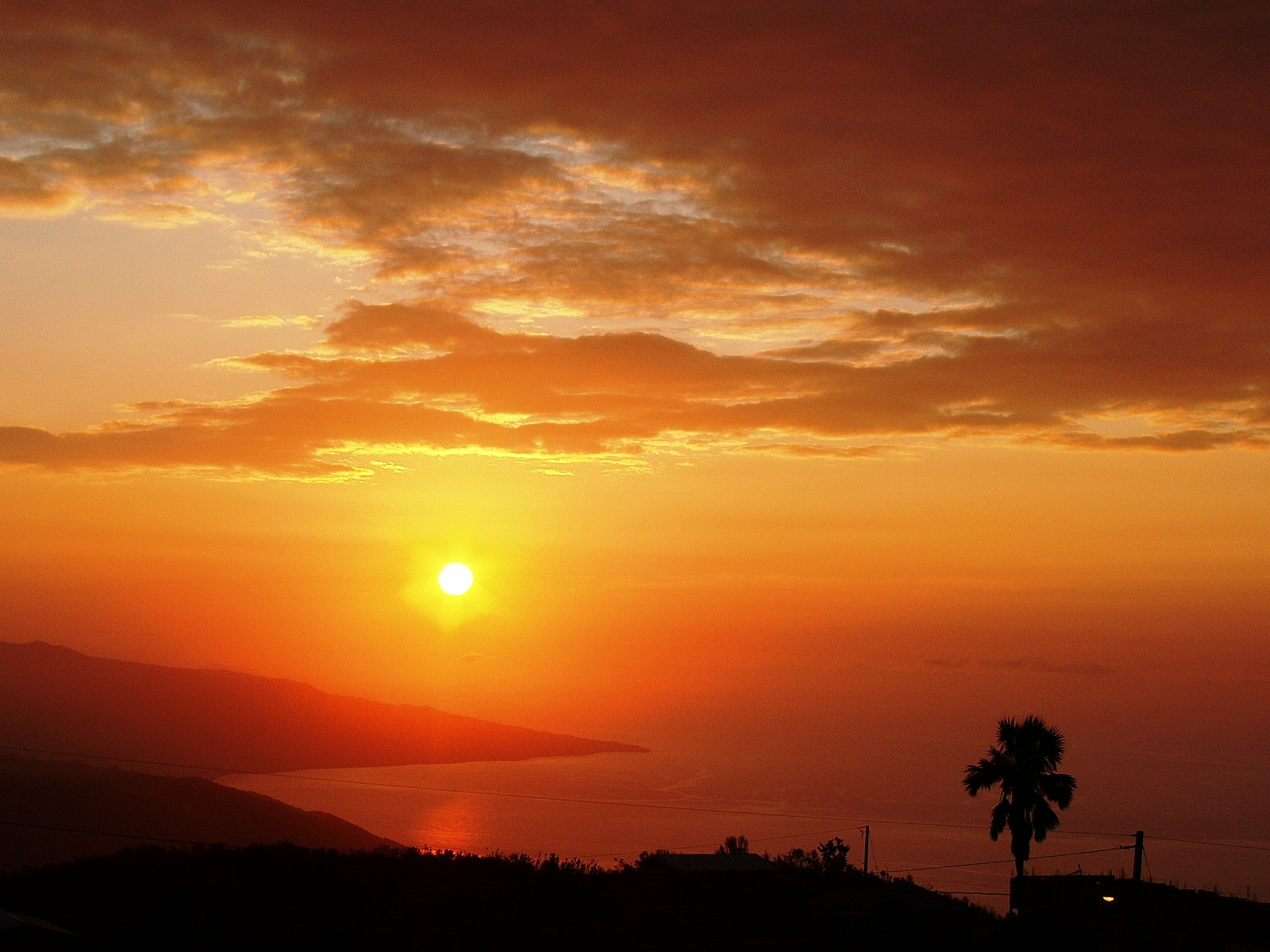
Вранішня зоря на Ямайці
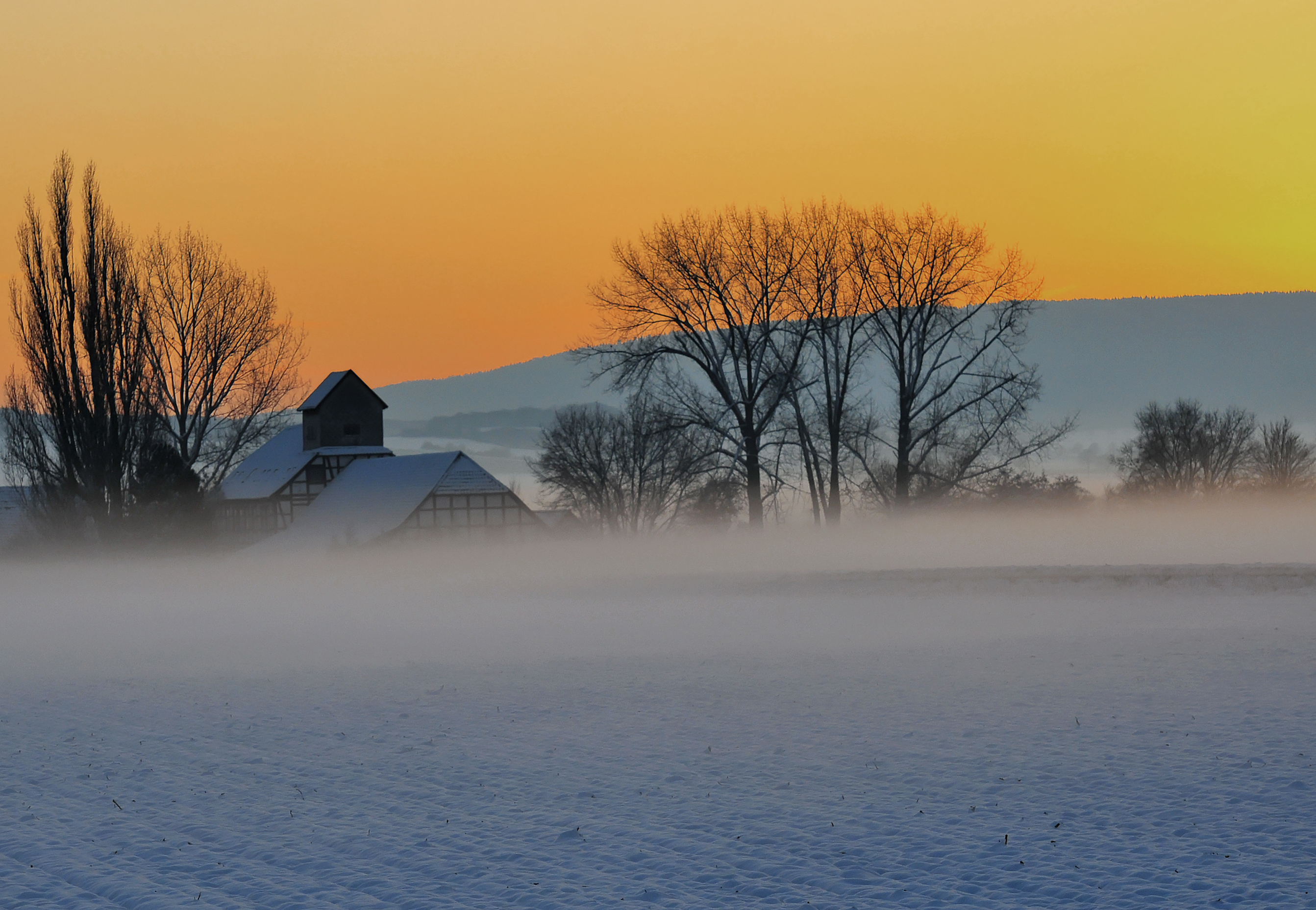
Надвечірній туман, Нижня Саксонія

## Інтернет-ресурси
- This old saying actually has a scientific explanation National Oceanic & Atmospheric Administration (NOAA) Earth System Research Laboratory
- Everyday Mysteries, Library of Congress